# You Used to Hold Me
Singles de Calvin Harris
Flashback
(2009) Bounce
(2011)
Pistes de Ready for the Weekend
Stars Come Out Blue
You Used to Hold Me est une chanson du DJ et producteur écossais Calvin Harris. Le single est sorti le 8 février 2010.

## Liste des pistes
| 1. | You Used to Hold Me                       | 3:49 |
| 2. | You Used to Hold Me (Extended Mix)        | 6:17 |
| 3. | You Used to Hold Me (Laidback Luke Remix) | 7:00 |
| 4. | You Used to Hold Me (Nero Remix)          | 6:03 |

## Classement
| Classement (2010)            | Meilleure position |
| ---------------------------- | ------------------ |
| Australie ARIA Singles chart | 57                 |
| Irlande Singles Chart        | 30                 |
| Royaume-Uni Singles Chart,   | 27                 |
| Royaume-Uni Dance Chart      | 4                  |